# 孫光輝
孫光輝（1504年—1565年），字華國，號夾谷，山東淄川縣（今淄博市淄川區）大庄人，明朝官員。仕至南京戶部主事。

## 生平
二十五歲中式嘉靖七年（1528年）戊子科山東鄉試第六名舉人，嘉靖八年（1529年），聯捷己丑科三甲進士。選翰林院庶吉士。大禮議後，翰林皆外放，官真定府推官。復以亢直忤御史傅漢臣，劾調南陽府，同考河南鄉試。官至南京戶部主事。民國《淄川縣誌》有傳。

## 家族
曾祖孫海。祖父孫山。父孫鑑。嫡母周氏，生母张氏。重庆下。弟光耀、光燦、光炳、光燁、光焞、光煒、光熺。
有孫之獬，天啟二年（1622年）中進士，附魏忠賢黨，官至翰林院侍講。崇禎時因哭保《三朝要典》被削籍。後剃髮降清，官至禮部左侍郎。曾孫珀齡，順治三年（1646年）進士，官至禮科都給事中。